# Eristalinus cupreofasciatus
Eristalinus cupreofasciatus är en tvåvingeart som först beskrevs av Wulp 1868.  Eristalinus cupreofasciatus ingår i släktet slamflugor, och familjen blomflugor. Inga underarter finns listade i Catalogue of Life.